# Frank Sinatra
Frank Sinatra, születési nevén Francis Albert Sinatra (Hoboken, 1915. december 12. – Los Angeles, 1998. május 14.) Oscar-, többszörös Grammy- és kétszeres Golden Globe-díjas olasz származású amerikai pop–dzsessz énekes és színész, akit az egyik legnépszerűbb és legnagyobb hatással bíró 20. századi zenei művésznek tartanak. Egyike a legkelendőbb előadóknak a világszerte több mint 150 millió példányszámban elkelt lemezeinek köszönhetően. Gyakran emlegetik mint „A Hang” (angolul: The Voice), és mint az „Öreg Kékszemű” (Ol' Blue Eyes).

## Karrier

### Pályafutásának kezdete (1935–1942)
Gyerekkorától énekes akart lenni, akkori példaképe, Bing Crosby nagy hatással volt rá. Tanulmányaival már 16 éves korában felhagyott, hogy éjszakai klubokban és egy, a családja által üzemeltetett bárban énekelhessen.
1935-ben csatlakozott a Three Flashes elnevezésű helyi trióhoz. 1935 szeptemberében megnyerték Edward Bowes rádiós tehetségkutató műsorát. Az adás házigazdája a Hoboken Four néven mutatta be az együttest. Díjnyertes előadásuk során azonnal elnyerték a közönség szívét, a nyeremény pedig egy féléves szerződés volt, színpadon és rádióban való fellépésre. 1935-36 telén a társulat egy 7 hónapig tartó körutazásra tett szert, mely során rendszeres fellépők voltak Közép- és Nyugat-Egyesült Államok illetve Kanada neves színházaiban. Az állandó utazás hamar belső feszültségeket generált, sokszor pedig fizikai erőszakra is sor került. A turné során Frank rögvest a banda frontemberévé vált, ekkor alakult ki körülötte a női rajongók frenetikus imádata. Még az év vége előtt a hatalmas stressz miatt Frank kilépett az együttesből, ezzel együtt a rövid életű zenekar sorsa megpecsételődött.
Frank visszatért szülővárosába, ahol az elkövetkező években egy autóparkoló fogadójában dolgozott pincérként és énekesként.
1939-ben, Harry James zenekarvezető felfigyelt az ifjú Sinatra tehetségére, ahogy látta őt az Englewood Cliffsben lévő Rustic Cabinban fellépni. Felbérelte, majd hét hónapos munkájuk gyümölcseként számtalan reklámzenét és dalt tudtak felmutatni, köztük az „All or Nothing at All”-t, amely először nem nyerte el hallgatói tetszését, ám Frank későbbi, 1940-es évekbeli feldolgozásai után örökzölddé vált. Idővel egyre frusztráltabb lett, a vágyott elismerés és siker hiánya felemésztette. Hank Sanicola, közeli barátja és zongoristája támogatta és egy ideig rábírta, hogy ne lépjen ki a zenekarból.
1940 januárjában elhagyta Harry James együttesét, és csatlakozott Tommy Dorsey zenekarához. A bandában további négy énekes volt, a Pied Pipers énekegyüttes tagjai; Chucky Lowry, Billy Wilson, John Huddleston és Jo Stafford. Frank rengeteget tanult Dorseytól. Első slágerük az „I’ll never smile again” volt, 1940. május 23-án. A kislemez 12 héten át vezette a slágerlistákat. Sinatra egyre népszerűbb lett, eladási csúcsokat döngetett. Az apafigurává kinőtt Dorsey óriási hatással volt rá, júniusban felkérte, hogy lánya, Nancy keresztapja legyen. Frank elsajátította Dorsey modorát és vonásait, tengődő kölyökből feltörekvő énekessé és perfekcionista személyiséggé vált.
Sinatra hírneve felülmúlta Dorseyét. Szólókarrierre vágyott, ezért többször ki akart lépni a zenekarból, ám szerződése és Dorsey ellentétes akarata ezt nem tette lehetővé. Kettejük viszonya fölöttébb megromlott, állandó viták és haragos légkör kísérte tovább útjaikat. Frank 1942 januárjában megtette az első lépést, és négy dalt rögzített Axel Stordahl vezénylésével, melyek a „The Lamp Lighters Serenade”, „The Night We Called A Day”, „The Song Is You” és a „Night and Day” címre hallgattak, ám ez továbbra sem tudta elhozni az áhított függetlenséget. Hosszas jogi csaták árán, 1942 augusztusában látszólag rendeződött minden. Szeptember 3-án Tommy Dorsey végleg búcsút intett Sinatrának, és helyére Dick Haymes énekest helyezte.
Több korabeli újság szerint Sinatra keresztapja, a New York-i maffia kisfőnöke, Willie Moretti halálosan megfenyegette Dorseyt, így ennek hatására bomlott fel a szerződés. Sinatra karrierjét élete végéig beárnyékolta az efféle szóbeszédek sokasága, mi sem bizonyítja ezt jobban a tény, hogy 1943-tól egészen 1985-ig az FBI 2500 oldalnyi dokumentumot gyűjtött össze alvilági kapcsolatait kutatva. Az aktákat 1998-ban, Frank halála után nyilvánosságra hozták, azonban az állandó kapcsolattartáson kívül semmit nem tudtak rábizonyítani, ő maga pedig a nyilvánosság előtt többször is határozottan cáfolta az alvilággal való összeköttetéséről szóló rágalmakat.

### Az 1950-es évek után
Az 1950-es években csökkent iránta az érdeklődés, de 1954-ben karrierje új lendületet kapott, amikor a legjobb férfi mellékszereplőnek járó Oscar-díjat ítélték oda neki a Most és mindörökké c. filmben nyújtott alakításáért.
Szerződést kötött a Capitol Records kiadóval, ahol számos nagy sikerű lemeze jelent meg. 1960-ban megalapította a saját kiadóját, a Reprise Recordsot. Az 1960-as években számos neki dedikált tv-showban szerepelt, világkörüli turnén vett részt. Népszerűségét felhasználva John F. Kennedy elnök kampányában is részt vállalt.
Ugyanebben az évtizedben két lemezéért összesen 6 Grammy-díjjal jutalmazták, és ugyanekkor születtek legnagyobb slágerei is.
Az 1950-60-as években többek között a Rat Pack művészcsoport frontembereként Las Vegasban és még sokhelyütt aratott átütő sikereket.
A hatvanas évtized végére népszerűsége megcsappant, ezért 1971. június 14-én búcsúkoncertet adott, de már két évvel később visszatért egy újabb lemezzel. Az 1970-es és 1980-as éveket javarészt koncertezéssel töltötte, de készült néhány lemeze is.
1994-ben életmű Grammy-díjat kapott. A nyilvánosság előtt 1995 végén jelent meg utoljára. 1998. május 14-én hunyt el, szívrohamban.

## Magánélet
1939-ben nősült először, Nancy Barbatótól három gyermeke született: Nancy, Frank Jr. és Tina. 1951-ben újra megházasodott, a korszak egyik hires színésznőjét, Ava Gardnert vette el. Házasságuk viharos volt, 1957-ben elváltak. 1966-ban, 51 évesen Sinatra újra megnősült, az akkor 21 éves Mia Farrow lett a házastársa, de ez a kapcsolat csupán két évig tartott. Utolsó házasságát 1976-ban kötötte Barbara Marxszal, aki korábban a Marx fivérek egyik tagjának volt a felesége. Ez a kapcsolat Sinatra haláláig tartott.
Négy feleségén kívül 3 jegyese volt: Humphrey Bogart özvegye, Lauren Bacall színésznő és Juliet Prowse dél-afrikai színésznő. Előbb szerelmi, majd baráti kapcsolatban állt Angie Dickinson színésznővel.
Gyerekei csak első feleségétől születtek, akikkel az anyjuktól való válása után is jó kapcsolatot ápolt. Lányával, Nancy Sinatrával adta elő egyik leghíresebb dalát is. Lánya és fia is jelentkezett később lemezekkel, mérsékelt sikerrel.
Sinatra életét végig hangulati hullámzásai és depresszióval való küzdelme jellemezte, melyek a bipoláris zavar, akkori nevén mániás depresszió tünetei voltak. Ő maga ismerte be e tényt egy interjúban az 1950-es években: "18 karátos mániás depressziósként, és heves érzelmi ellentétek közt élve az életem, hatalmas teherbírásom van a szomorúságra és az érzelmekre."
Megszállott autógyűjtő volt, kollekciójában több neves ritkaság mellett egy Lamborghini Miura szerepelt.

## Fontosabb díjak, jelölések

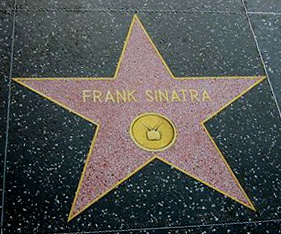
Csillaga a Walk of Fame-en

### Oscar-díj
- 1946 díj: Honorary Award (The House I Live In)
- 1954 díj: legjobb férfi mellékszereplő (Most és mindörökké)
- 1956 jelölés: legjobb férfi főszereplő (The Man with the Golden Arm)
- 1971 díj: Jean Hersholt Humanitárius-díj

### Grammy-díj
- 1960 díj: legjobb album: Come Dance with Me!
- 1966 díj: legjobb album: September of My Years
- 1967 díj: legjobb album: A Man and His Music
- 1960 díj: legjobb férfi popénekes: Come Dance with Me, a Come Dance with me! c. albumról
- 1966 díj: legjobb férfi popénekes: It was a very good year a September of my Years c. albumról
- 1967 díj: legjobb férfi popénekes: Strangers in the night a Strangers in the night c.albumról
- 1967 díj: Az év dala: Strangers in the night
- 1994 díj: Grammy Legend Award (Grammy Legenda díj)

### Emmy-díj
- 1956 jelölés: legjobb férfi énekes
- 1969 jelölés: legjobb varieté vagy musical (Francis Albert Sinatra Does His Thing)
- 1970 jelölés: legjobb varieté vagy musical (Frank Sinatra: Sinatra)
- 1970 jelölés: legjobb varieté vagy musical (Magnavox Presents Frank Sinatra)

### Golden Globe-díj
- 1954 díj: legjobb férfimellékszereplő, a Most és Mindörökké (From Here to Eternity) c. filmben
- 1958 díj: legjobb férfi színész musical és vígjáték kategóriában a Fickós Joey c. filmben
- 1963 jelölés: legjobb férfi színész musical és vígjáték kategóriában a Come Blow your Horn c. filmben
- 1971 díj: Cecil B. DeMille-életműdíj

## Koncertek, koncertkörutak
- Világkörüli turné, 1962
- Búcsúkoncert, 1971. június 14.
- Japán, Ausztrália, 1974
- The Main Event, koncertkörút az USA-ban, utolsó állomás: Madison Square Garden, 1974. október 13.
- Egyiptom, 1979
- Carnegie Hall, New York, 1980
- Concert for the Americas, Dél-Amerika, 1982
- Japán, 1985 tavasz
- Olaszország (és máshol), 1986
- Together Again Tour Dean Martinnal és Sammy Davies Jr-al, USA, 1988
- The Ultimate Event, világkörüli turné Sammy Davies Jr-al és Liza Minnellivel, 1989
- Gyémánt-koncertkörút többek közt Németországban, 1991
- Utolsó koncertkörútja, Japán, 1994

## Lemezek
Sinatra több mint 70 nagylemezt adott ki életében, halála után pedig ismét számos válogatás-lemezt adtak ki. Kislemezeinek száma majdnem 300. Az alábbi lista a nagylemezeit tartalmazza.

### Albumok
- The Voice of Frank Sinatra, 1946, Columbia
- Songs by Sinatra, 1947, Columbia
- Christmas Songs by Sinatra, 1948, Columbia
- Frankly Sentimental, 1949, Columbia
- Dedivated to You, 1950, Columbia
- Sing and Dance with Frank Sinatra, 1950, Columbia
- Song for Young Lovers, 1954, Capitol Records
- Swing Easy!, 1954, CApitol Records
- In the Wee Small Hours, 1955, Capitol Records
- Songs for Swingin’ Lovers!, 1956, Capitol Records
- This is Sinatra!, 1956 Capitol Records
- Close to You and More, 1957, Capitol Records
- A Swingin Affair, 1957,Capitol Records
- Where Are You?, 1957, Capitol Records
- A Jolly Christmas from Frank Sinatra, 1957,Capitol Records
- Come Fly with Me, 1958, Capitol Records
- This is Sinatra Vol. 2, 1958, Capitol Records
- Frank Sinatra Sings for Only the Lonely, 1958, Capitol Records
- Come Dance With Me!, 1959, Capitol Records
- Look to Your Heart, 1959, Capitol Records
- No One Cares, 1959,Capitol Records
- Nice ’n’ Easy, 1960, Capitol Records
- Sinatra’s Swingin’ Session, 1961, Capitol Records
- All The Way, 1961, Capitol Records
- Come Swing with Me, 1961, Capitol Records
- Point of No Return, 1962, Capitol Record
- Sinatra Sings of Love and Things, Capitol Records
- Ring-a-Ding-Ding, 1961, Reprise
- Swing Along with Me, 1961, Reprise
- I Remember Tommy, 1961, Reprise
- Sinatra and Strings, 1962, Reprise
- Sinatra and Swingin’ Brass, 1962, Reprise
- Sinatra Sings Great Songs from Great Britain, 1962, Reprise
- All Alone, 1962, Reprise
- Sinatra-Basie: An Historic Musical First (Count Basie-vel), 1963, Reprise
- The Concert Sinatra, 1963, Reprise
- Sinatra’s Sinatra, 1963, Reprise
- Sinatra Sings Days of Wine and Roses, Moon River, and Other Academy Award Winners, 1964, Reprise
- America, I Hear You Singing, 1964, Reprise
- It Might as Well Be Swing (Count Basie-vel), 1964, Reprise
- Softly, as I Leave You, 1964, Reprise
- Sinatra ’65: The Singer Today, 1965, Reprise
- September of My Years, 1965, Reprise
- My Kind of Broadway, 1965, Reprise
- A Man and His Music, 1965, Reprise
- Moonlight Sinatra, 1966, Reprise
- Strangers in the Night, 1966, Reprise
- Sinatra at the Sands with Count Basie, (élő) 1966, Reprise
- That’s Life, 1966, Reprise
- Francis Albert Sinatra & Antonio Carlos Jobim, 1967, Reprise
- The World We Knew, 1967, Reprise
- Francis A. & Edward K. (Duke Ellington-nal), 1968, Reprise
- The Sinatra Family Wish You a Merry Christmas, 1968, Reprise
- Cycles, 1968, Reprise
- My Way, 1969, Reprise
- A Man Alone, 1969,Reprise
- Watertown, 1970, Reprise
- Sinatra & Company (Antonio Carlos Jobim-al), 1971, Reprise
- Concert at the Royal Festival Hall, 1971
- Ol’ Blue Eyes Is Back, 1973, Reprise
- Some Nice Things I’ve Missed, 1974, Reprise
- The Main Event – Live, 1974, Reprise
- Trilogy: Past Present Future, 1980, Reprise
- She Shot Me Down, 1981, Reprise
- L.A. Is My Lady, 1984, Quest Records
- Duets, 1993
- Duets II, 1994
- Sinatra 80th Live in Concert, 1995

## Sinatra-slágerek
Mint a korabeli előadók az ő általa is képviselt stílusokban (tradicionális pop, dzsessz, szving, big band) nem csak saját slágereket énekelt, hanem más előadók ill. szerzők dalait is. Vannak dalok, melyek kifejezetten az ő előadásában váltak híressé és vannak slágerek, melyeket ő is énekelt.

### Saját dalok
- Strangers in The Night
- My Way Az angol változatát ő énekli először, az eredeti francia változatot Comme d'habitude címen Claude François, Gilles Thibaut és Jacques Revaux szerezte 1967-ben.
- Somethin’ Stupid, lányával, Nancy Sinatrával

### Általa is énekelt slágerek
- There is no business like show business
- Old Man River
- Over The Rainbow
- Moon River
- Somethin Stupid

## Filmográfia
Lásd még: Frank Sinatra-filmográfia
Magyarul is megjelent filmjei:
- Horgonyt fel! (1945)
- Amíg a felhők tovaszállnak (1946)
- A csókos bandita (1948)
- Hagyj ki a játékból (1949)
- Egy nap New Yorkban(1949)
- Most és mindörökké (1953)
- Váratlan (1954)
- Nem úgy, mint egy idegen (1955)
- Macsók és macák (1955)
- Gyengéd csapda (1955)
- Az aranykezű férfi (1955)
- 80 nap alatt a Föld körül (1956)
- Gazdagok és szerelmesek (1956)
- Fickós Joey (1957)
- Büszkeség és szenvedély (1957)
- Rohanva jöttek (1958)
- Indulnak a királyok (1958)
- Sose kevesebbet (1959)
- Púp a háton (1959)
- A dicső tizenegy (1960)
- A mandzsúriai jelölt (1962)
- Két pár texasi (1963)
- Adrian Messenger listája (1963)
- Az elrabolt expresszvonat (1965)
- Csupán a bátrak (1965)
- Az óriás árnyéka (1966)
- Halálos hajsza (1967)
- A detektív (1968)
- Az első halálos bűn (1980)